# 二橋純
二橋 純（にはし じゅん、1982年1月4日 - ）は日本で活動するミュージカル俳優および元ジャズダンサーおよびダンス指導者である。静岡県磐田市出身で福岡県福岡市在住。元劇団四季所属。

## 来歴
キャッツ観劇をきっかけに劇団四季を意識しその後はジャズダンサーとして活動していた。2011年2月に劇団四季のオーディションに合格したものの、舞台に出演せず退団した。2014年に再入団し、同年美女と野獣のアンサンブル役で初舞台出演している。2021年12月31日付けで劇団四季を退団していたことを2022年1月1日に開設した自身の公式インスタグラムで発表した。退団後も現役続行を表明し、並行して妻の地元である福岡市を拠点にダンス指導者として活動することを明かしている。

## 人物
趣味はサッカー観戦で、磐田市出身でジュビロ磐田のファンである。
妻は劇団四季で同僚だった村上今日子である。

## 主な出演作品
- 美女と野獣（2014年、アンサンブル9枠）
- キャッツ（2014年、マキャヴィティ）
- アラジン（2021年、カシーム、アンサンブル）

※括弧内の年は初出演年